# پشک‌آباد
پیشک‌آباد یا پیشُک‌آباد یا جعفرآباد روستایی در غرب بمپور بخش کلاتان شهرستان بمپور استان سیستان و بلوچستان ایران است.
بافت جمعیتی روستا متشکل از چند طایفه است
مذهب مردم 40 درصد شیعه اثنی عشری و 60 درصد اهل سنت حنفی هستند
شغل اغلب مردم کشاورزی و دامپروری میباشد
امکانات روستا
این روستا از معدود روستاهای بخش کلاتان میباشد که دارای ورزشگاه و چمن مصنوعی فوتبال میباشد
در جنوب این روستا تلفیقی از ریگ زار جنگل و رودخانه وجود دارد
شمال این روستا دشت های گسکوک و مشکو که منطقه دامپروری هستند وجود دارد
شرق این روستا شهر قاسم آباد در دو کیلومتری این روستا قرار دارد
غرب روستا زمین های کشاورزی متعدد که غالبا از اهالی روستا هستند قرار دارد
روستای جعفرآباد در منطقه به عنوان نماد وحدت شیعه و سنی شناخته میشود
فروشگاه ها
فروشگاه دولتی ستاره شهر
فروشگاه کفش
فروشگاه پارچه
فروشگاه لوازم آشپزخانه
فروشگاه خرازی
فروشگاه آرایشی بهداشتی
قهوه سرا
آرایشگاه
و تعداد زیادی فروشگاه مواد غذایی
نمایندگی فعال گاز مایع
نانوایی
منطقه باستانی دمک چیپلی در خرابه های جمال آباد در جنوب روستا و در مجاورت ریگزارها و رودخانه قرار دارد
منطقه باستانی کلاتک شرق
منطقه باستانی رند ها در شمال روستا
منطقه باستانی چاه حسینی در غرب روستا هستند
این روستا ۶ شهید ۴ مدافع حرم و تعداد قابل توجهی رزمنده دارد

## جمعیت
بر پایه سرشماری عمومی نفوس و مسکن در سال ۱۳۹۵ جمعیت این مکان ۲٬۸۱۵ نفر (۶۸۶خانوار) بوده‌است.